# Marius Bear
Marius Hügli (rođen 21. travnja 1993.), poznat pod pseudonimom kao Marius Bear, švicarski je pjevač i tekstopisac. Predstavljat će Švicarsku na Pjesmi Eurovizije 2022. u Torinu sa pjesmom Boys Do Cry. Završio je školu građevinskog tehničara i već se 6 godina bavi glazbom. Svoju glazbenu karijeru započeo je kao ulični svirač u rodnoj Švicarskoj ali i u Njemačkoj. Dobitnik je nagrade Swiss Music Award 2019 godine u kategoriji Najbolji talent.

## Diskografija

### Albumi
| Naslovi         | Detalji                                                | Najviša pozicija |
| Naslovi         | Detalji                                                | Švicarska        |
| --------------- | ------------------------------------------------------ | ---------------- |
| Not Loud Enough | - Datum izdavanja: 13 prosinca 2019. - Izdavač: Hi-Tea | 20               |
| Boys Do Cry     | - Datum izdavanja: 25. ožujka 2022. - Izdavač: Hi-Tea  | 5                |

### EP-ovi
| Naslov | Detalji                                           | Najviša pozicija |
| Naslov | Detalji                                           | Švicarska        |
| ------ | ------------------------------------------------- | ---------------- |
| Sanity | - Released: 13 .srpnja2018. - Izdavač: Samostalno | 36               |

## Filmografija
- I Can See Your Voice (sezona 1, 2020) – Tajni pjevač[7]